# Anisopodus punctipennis
Anisopodus punctipennis är en skalbaggsart som beskrevs av Monné och Martins 1976. Anisopodus punctipennis ingår i släktet Anisopodus och familjen långhorningar. Inga underarter finns listade i Catalogue of Life.